# Тушнолобовське сільське поселення
Тушноло́бовське сільське поселення (рос. Тушнолобовское сельское поселение) — муніципальне утворення у складі Абатського району Тюменської області, Росія.
Адміністративний центр — село Тушнолобово.

## Історія
3 листопада 1923 року були утворені Берендеєвська сільська рада, Великоболдиевська сільська рада, Логіновська сільська рада, Максимовська сільська рада, Тушнолобовська сільська рада та Фірсовська сільська рада. 15 вересня 1926 року Великоболдиревська сільрада перейменована в Болдиревську сільську раду. 17 червня 1954 року ліквідовані Берендеєвська та Логіновська сільрада, Максимовська та Фірсовська сільради об'єднані у Водолазовську сільську раду. 18 липня 1961 року ліквідована Болдиревська сільрада. 10 травня 1965 року утворена Болдиревська сільрада. 1 квітня 1977 року ліквідована Водолазовська сільрада.
2004 року Тушнолобовська сільрада перетворена в Тушнолобовське сільське поселення.

## Населення
Населення — 1074 особи (2020; 1106 у 2018, 1294 у 2010, 1562 у 2002).

## Склад
До складу поселення входять такі населені пункти:
| Населений пункт     | Населення, осіб (2002) | Населення, осіб (2010) |
| ------------------- | ---------------------- | ---------------------- |
| Бурдина, присілок   | 41                     | 39                     |
| Водолазово, село    | 193                    | 151                    |
| Єфимова, присілок   | 71                     | 64                     |
| Земляна, присілок   | 13                     | 6                      |
| Логінова, присілок  | 235                    | 189                    |
| Максимова, присілок | 141                    | 102                    |
| Ріп'єва, присілок   | 185                    | 157                    |
| Тушнолобово, село   | 595                    | 510                    |
| Фірсова, присілок   | 88                     | 76                     |